# Torture (Album)
Torture ist das zwölfte Studioalbum der US-amerikanischen Death-Metal-Band Cannibal Corpse. Das Werk wurde im März 2012 veröffentlicht. Das Album wurde am 31. Dezember 2012 von der Bundesprüfstelle für jugendgefährdende Medien indiziert.

## Titelliste
1. Demented Aggression – 3:14
2. Sacrophagic Frenzy – 3:42
3. Scourge of Iron – 4:44
4. Encased in Concrete – 3:13
5. As Deep as the Knife Will Go – 3:25
6. Intestinal Crank – 3:54
7. Followed Home Then Killed – 3:36
8. The Strangulation Chair – 4:09
9. Caged...Contorted – 3:53
10. Crucifer Avenged – 3:46
11. Rabid – 3:04
12. Torn Through – 3:11

## Cover
Die deutsche Version des Albums bekam ein anderes Cover als die Ausgaben in anderen Ländern. Grund dafür ist, dass es in der Vergangenheit mehrfach Probleme mit der Covergestaltung in Deutschland gegeben hat. So wurde bei Torture von vorneherein ein anderes Bild gewählt. Die deutsche Version der CD zeigt einen blutigen Totenschädel, das gemalte Originalcover zeigt mehrere Leichen, an denen Ratten fressen und deren Körper teils eröffnet sind. Das Originalcover stammt von Vincent Locke, der schon in der Vergangenheit für die gemalten Cover der Cannibal-Corpse-Alben verantwortlich zeichnete.

## Charts
Das Album stieg in der ersten Woche in die Top 40 der Billboard-Charts ein und belegte mit 9600 verkauften Kopien Platz 38. In Kanada erreichte das Album in der ersten Woche Platz 29, in Deutschland und Österreich stieg Torture auf Platz 40 in die Charts ein. Auch in Großbritannien, Frankreich, Schweden, Finnland und Dänemark konnte sich das Album in den Top 200 platzieren.

## Rezension
Thomas Strater hörte das Album für den Metal Hammer und urteilte: „Was die Saitenfraktion abliefert, ist erneut ganz großer Sport (gekrönt von der Webster’schen Extravaganz in ‘The Strangulation Chair’). Das Drumming ist auch ohne Trigger präzise wie ein Uhrwerk (und erst der brutale Groove im langsam schleifenden Knaller ‘Scourge Of Iron’). [...] Einziger Wermutstropfen: Es fehlt ein ewiger Hit wie ʻHammer Smashed Faceʼ oder ‘Evisceration Plague’, aber damit kann man bei der durchweg hohen Qualität von Torture gut und gerne leben. Die Redaktion verweilt weiter im „Corpse-Modus“. Großartig!“